# 普东街道
普东街道，是中华人民共和国天津市北辰区下辖的一个乡镇级行政单位。

## 行政区划
普东街道下辖以下地区：
万科花园新城社区、田园小区社区、万达新城社区、今日家园社区、宝利新苑社区、普兴里社区、金宜里社区、国宜里社区、普康里社区、都市桃源社区、普祥里社区、国宜北里社区、富宜里社区、强宜里社区、普东新苑社区、秋怡家园社区和红荔花园社区。